# 武赫萊達爾
武赫莱达尔（羅馬化：Vuhledar，發音：[wʊɦɫeˈdɑr] ⓘ），又譯胡歷達爾、弗勒達，或按俄语名译为乌格列达尔（羅馬化：Ugledar，發音：[ʊɡ⁠lʲɪ⁠ˈdaˑr]），是乌克兰顿涅茨克州沃爾諾瓦哈區武赫莱达尔市镇内的城市及该市镇的行政中心。該市位於卡什拉哈奇河畔，始建於1964年，面積5.3平方公里，海拔高度187米，2022年人口数量为14,144人。

## 城市名称
1964年，位于南顿巴斯1号煤矿附近的定居点建立，并被命名为南顿涅茨克（羅馬化：Pivdennyi Donetsk）。1969年改为现名。

## 历史
蘇聯時期20世纪60年代，烏克蘭蘇維埃社會主義共和國的頓涅茨克以南采矿盆地开始开发，城市的名稱意即「煤礦的禮物」。苏联政府计划在该地建设一个预计有十万人口及十个矿场的城市。然而至70年代，苏联政府发现此地矿藏预计储量不如庫茲巴斯，于是该地仅出现了一个小城镇。人口数量预计10万的目标只达到了15,000-17,000人，计划的十个矿场也只建造了两个。1991年蘇聯解體前，该镇获得了「市」的地位。
在2022年俄羅斯入侵烏克蘭期间，该市于2月24日被一枚携带集束弹药的俄罗斯弹道导弹击中。导弹击中一家医院外，造成4名平民死亡，另有10人受伤。2023年该市爆发了武赫莱达尔战役。2024年10月1日，俄罗斯军队完全控制武赫莱达尔。